# Jean-Max
Pour l’article homonyme, voir Jean Max.
Jean Max Marie Méhouas dit Jean-Max, né le 16 février 1895 à Paris 18e et mort le 7 décembre 1970 à Paris 7e, est un acteur et scénariste français.

## Biographie
Fils de Jean-Dominique Méhouas (1866-1940), charpentier de profession, et Marie-Cécile Méhouas (1870-1960), il naquit à Paris le 16 février au soir.
Jean-Max a été marié de 1931 à 1937 à la compositrice Jacqueline Richepin dite Miarka Laparcerie (1912-1956), fille de l'acteur et auteur dramatique Jacques Richepin et de la comédienne et directrice de théâtre Cora Laparcerie, et, par ailleurs, petite-fille du poète et romancier Jean Richepin.
Il repose au cimetière parisien d'Ivry (44e division).

## Carrière au cinéma
comme acteur
- 1921: Rose de Nice de Maurice Challiot et Alexandre Ryder
- 1930 : Le Procureur Hallers de Robert Wiene : le procureur Hallers
- 1931: Paris Béguin d'Augusto Genina : Dédé
- 1931: Le Cap perdu : le matelot Cass
- 1931: Le Chanteur inconnu de Victor Tourjanski : Jacques
- 1932: Suzanne de Léo Joannon et Raymond Rouleau
- 1932: Cœur de lilas d'Anatole Litvak
- 1933: Il était une fois de Léonce Perret : Baddington
- 1934: Sapho de Léonce Perret : Dechelette
- 1934: La Cinquième Empreinte de Karl Anton : Forestier
- 1935: Pension Mimosas de Jacques Feyder : Romani
- 1935: Kœnigsmark de Maurice Tourneur : le Commandant de Boose
- 1935: Les Yeux noirs de Victor Tourjanski : Roudine
- 1936: Port-Arthur de Nicolas Farkas : Ivamoura
- 1936: Deuxième Bureau de Pierre Billon : Comte Brusilot
- 1936: Nitchevo, de Jacques de Baroncelli : Sarak
- 1937: Les Hommes de proie, de Willy Rozier
- 1937: L'homme à abattre de Léon Mathot : Agent Von Haidingen
- 1938: Le Paradis de Satan de Félix Gandéra : Malestroy
- 1938: J'accuse d'Abel Gance : Henri Chimay
- 1938: Le Voleur de femmes d'Abel Gance : Barchevin
- 1938: J'étais une aventurière de Raymond Bernard : Désormeaux
- 1939: Deuxième Bureau contre Kommandantur de René Jayet et Robert Bibal : Lieutenant Kompartz
- 1940: Face au destin d'Henri Fescourt : Franz Hermann
- 1942: Dernière Aventure de Robert Péguy : le comte de Larzac
- 1943: Finance noire de Félix Gandéra : Maurice Arvers
- 1947: Dernier Refuge de Marc Maurette : Alvarez
- 1947: Brigade criminelle de Gilbert Gil : Oudrach
- 1949: Les Nouveaux Maîtres de Paul Nivoix : le Marquis d'Aubenton
- 1950: Les Aventuriers de l'air de René Jayet : Christiani
- 1952: Le Costaud des Batignolles de Guy Lacourt : Pierrot
- 1953: Les Enfants de l'amour de Léonide Moguy : M. Martichou
- 1955: Plus de whisky pour Callaghan de Willy Rozier : Commodore Schoubersky
- 1958: Le Gorille vous salue bien de Bernard Borderie : Smolen
- 1958: Le Joueur de Claude Autant-Lara : le directeur de la banque
- 1961: Ma femme est une panthère de Raymond Bailly : Colonel

comme scénariste
- 1974: Par le sang des autres de Marc Simenon

## Carrière au théâtre
- 1931 : Le Cyclone de Somerset Maugham, mise en scène Jacques Baumer, théâtre des Ambassadeurs
- 1932 : Il était une fois... de Francis de Croisset, mise en scène Harry Baur, théâtre des Ambassadeurs
- 1940 : L'Insoumise de Pierre Frondaie, théâtre Édouard VII
- 1949 : Quadrille de Sacha Guitry, théâtre des Célestins
- 1955 : Lady 213 de Jean Guitton, mise en scène Georges Vitaly, théâtre de la Madeleine